# Robert Sternberg
Robert J. Sternberg (ur. 8 grudnia 1949 w Newark) – amerykański psycholog i psychometra, profesor Uniwersytetu Cornella. W 2003 r. pełnił funkcję prezesa Amerykańskiego Towarzystwa Psychologicznego.
W 1984 r. wspólnie z Janet Davidson zaproponował koncepcję wglądu alternatywną względem koncepcji Herberta Simona. W 1986, razem z Karin Weis, zaproponował trójczynnikową koncepcję miłości (triangular theory of love).
W 1991 r. wspólnie z Toddem Lubartem zaproponował tzw. inwestycyjną koncepcję twórczości, w ramach której autorzy odwołali się do metafory kupowania oraz sprzedawania akcji na rynku papierów wartościowych, podkreślając przy tym rolę specyficznych strategii inwestowania we własną twórczość stosowanych przez twórców kultury.
Autor triarchicznej teorii inteligencji, w myśl której wyróżniamy inteligencję:
1) analityczną (sprawne procesy poznawcze: pamięć uwaga; sprawne przyswajanie wiedzy faktograficznej; predyktor osiągnięć szkolnych, ale nie koniecznie zawodowych.)
2) twórczą  (odwaga, by przełamywać schematy, kreatywność, tworzenie nowości.)
3) praktyczną (zdolności społeczne; wcielanie pomysłów w życie; myślenie abstrakcyjne, pomysłowość; predyktor osiągnięć zawodowych.)

## Ważniejsze dzieła
- Psychologists Defying the Crowd: Stories of Those Who Battled the Establishment and Won (2002)
- Thinking styles (1997)
- Cognitive psychology (1996)
- Intelligence applied (1986)
- Beyond IQ: A triarchic theory of human intelligence (1985)